# Nokia 3128
Nokia 3128 – telefon komórkowy typu clamshell wprowadzony na rynek w czwartym kwartale 2004 roku. Posiada funkcje GPRS, MMS, Java oraz wyświetlacz o rozdzielczości 128 x 160 pikseli, wyświetlający 65 tysięcy kolorów. Książka adresowa może pomieścić 1000 kontaktów.

## Funkcje dodatkowe
- Słownik T9
- Zegar
- Alarm
- Kalkulator
- Organizer
- Kalendarz